# 巢堪
巢堪，字次朗，太山郡（今山东省泰安市西）人，东汉司空。
元和三年（86年）博士鲁国人曹褒上书汉章帝：“宜定文制，著成汉礼。”太常巢堪认为：“这是一代大典，非曹褒这样地位的人所能制定，不可许。”永元十年（98年）七月，司空韩棱去世。八月十五日，汉和帝任命巢堪为司空。永元十四年（102年）十月三十日，汉和帝将司空巢堪罢免。徐防继任。